# Hugues de Ripert
Hugues de Ripert ou Hugues Ripert est un chevalier croisé et le patriarche de la maison Ripert.
Vassal des seigneurs Giraud et Giraudet Adhémar de Monteil, Hugues de Ripert part pour la première croisade en 1096.
En 1099, Hugues de Ripert rentre en France, où les Adhémar pour récompenser ses services, lui inféodèrent les seigneuries de la Bâtie Tour du Vère et de la tour et forteresse de Mirmande, en Dauphiné.